# Gisèle Rabesahala
Gisèle Rabesahala (Antananarivo, Madagascar, 7 de maig de 1929 - 27 de juny de 2011) va ser una política malgaixa que va lluitar per la independència del seu país, pels drets humans i per la llibertat dels pobles. Va ser també la primera dona malgaixa en assolir el lloc de ministra, el 1977.
Nascuda a Madagascar el 1929, va passar la seva infància entre França, Tunísia i el Sudan francès, després Mali. En morir el seu pare, que era suboficial de l'exèrcit francès, el 1942 va tornar a Madagascar, llavors colònia francesa. Sent adolescent, cursà els estudis elementals i una formació professional. Amb 17 anys va començar a ajudar el moviment democràtic de renovació malgaixa, que lluitava per la independència. Va formar part de la Rebel·lió malgaixa de 1947. També va formar part d'un comitè d'ajuda a les víctimes de la repressió política. Per les idees comunistes, va rebre ajuda del grup de països del Bloc de l'Est. A la dècada dels 50 va obtenir una amnistia per als presos polítics malgaixos condemnats a mort. Amb 17 anys, s'involucrà a la política per primera vegada, com a secretària del Moviment Democràtic per a la Renovació Malgaixa (MDRM), que va fer campanya per la independència del país. Després de crear el seu propi partit polític, La Unió del Poble Malgaix, va ser la primera dona que va ser elegida regidora municipal el 1956, i el 1958 va ser nomenada secretària general del Partit del congrés de la independència de Madagascar. La independència es va obtenir el 1960. A la República Democràtica de Madagascar el seu partit defensava la revolució. Ella va ser nomenada ministra de l'Art revolucionari i Cultura el 1977, convertint-se així en la primera dona a accedir al càrrec de ministre. Va estar al càrrec fins a 1989.
El 2001 Gisou va accedir al càrrec de vicepresidenta del Senat. Des que Marc Ravalomanana es va convertir en president de la República, ella, des de l'oposició, va criticar les influències estrangeres i el neoliberalisme de les seves polítiques.
Gisèle Rabesahala va morir el 27 de juny de 2011.